# ミッドナイトレジスタンス
『ミッドナイトレジスタンス』は、1990年に稼働したデータイーストのアーケード用アクションシューティングゲーム。
主人公の円大地を操作し、天才科学者「キングクリムゾン」を倒し両親と妹を救出することを目的としている。
1990年に欧州ではAmiga、Amstrad CPC、Atari ST、コモドール64、ZX Spectrumに移植され、1991年にはメガドライブに移植された。メガドライブ版は2010年にWindows用ソフトとしてプロジェクトEGGにて配信された。

## 概要
コナミより稼働された『魂斗羅』（1987年）のヒット以降、増えつつあった銃器を使用したサイドビューのアクションシューティングゲーム。2人同時プレイ可能。ループレバーによって攻撃方向を決定できる操作を導入することで直感的な独自の操作感覚を提供している。

## ゲーム内容

### アイテム
アイテムは敵を倒して入手した鍵を消費してステージ間にある武器庫から取得が可能。なお、特定の場所のみ入手した鍵を消費して家族を救い出すことができる。救わないとその家族は死亡した扱いとなり、エンディングの夜空にて流れ星となる。
武器は機銃・バックサック共に弾数制限があり、ゼロになると使えなくなる。

#### 機銃 (GUNS)
FULL-AUTO
フルオート連射が出来る。
3-WAY
一度に3方向に弾が飛ぶ。
FIRE
火炎放射で途切れずに攻撃が出来る。
SHOT-GUN
敵に弾が当たると小爆発を起こす。

#### バックサック (BACK UP ITEM)
NITRO
頭上で炸裂して8方向に攻撃する。
絶大な威力を持つが、確実に出現するのは最初に出現する武器庫だけで、それを使い切るとランダムに出てくるのを入手することでしか使用できない。
SHOWER
画面上から雨のように弾を降らせる。
H.M
敵を追尾するホーミングミサイル。

#### その他
BULLET
機銃の残り弾数が500発増える。
S.CHARGER
機銃の攻撃力がパワーアップする。ミスをするか機銃の残弾数が無くなったら消滅。
BARRIER
プレイヤーの周りを回って攻撃をガードする。ミスをするか一定時間で消滅。
1-UP
残りプレイヤーが1人増える。なお、今作では点数による残プレイヤーの追加はない。

## ストーリー
狂気の天才科学者キング・クリムゾンによって荒廃した世界。主人公は二人の兄弟（兄：円大地、弟：円光二）はレジスタンスとして活動していた。しかし、キングクリムゾンは二人の家族と博士を誘拐した。キング・クリムゾンにさらわれた博士や家族を救うために最後の抵抗を始める。

## 移植版
| No. | タイトル                 | 発売日               | 対応機種                                            | 開発元                             | 発売元              | メディア                         | 型式              | 備考                 |
| --- | ------------------------ | -------------------- | --------------------------------------------------- | ---------------------------------- | ------------------- | -------------------------------- | ----------------- | -------------------- |
| 1   | Midnight Resistance      | 1990年               | Amiga Amstrad CPC Atari ST コモドール64 ZX Spectrum | Special FX Software                | Ocean Software      | フロッピーディスク               | -                 |                      |
| 2   | ミッドナイトレジスタンス | 1991年3月29日 1991年 | メガドライブ                                        | データイースト イスコ オペラハウス | データイースト セガ | 8メガビットロムカセット          | T-13043 T-13016   |                      |
| 3   | ミッドナイトレジスタンス | 2010年6月29日        | Windows                                             | データイースト イスコ オペラハウス | ジー・モード        | ダウンロード （プロジェクトEGG） | -                 | メガドライブ版の移植 |
| 4   | ミッドナイトレジスタンス | INT 2022年10月27日   | メガドライブ ミニ2 SEGA Genesis Mini 2              | エムツー                           | セガ                | プリインストール                 | HAA-2524 MK-16310 | メガドライブ版の移植 |

メガドライブ版
- 1人プレイ専用になり、ループレバーによる操作がボタンを使用したものに変更されているが、それ以外はおおむねアーケード版に忠実に移植した内容となっている。2010年6月29日よりプロジェクトEGGにて配信開始。
- BGMについて、それまでのメガドライブのポテンシャルの常識では考えられなかった発声の豊かさに、発売当初は「カセットに拡張音源が搭載されている」という噂が囁かれたが、実際は新たに開発された音源ドライバの効果である。なお、ドライバ制作や編曲には崎元仁が携わっている。

## スタッフ
アーケード版
- デザイン：秋林浩司
- ソフトウェア：にしむらゆういち、はなだなおや、おおともゆうじ、TAC.H
- ハードウェア：よしだけいいち、岩部浩之、三井伸悟
- グラフィック：安達智生、皆川一巳、大西富士美、海宝吉成
- サウンド：AHSA（原あづさ）、MARO（吉田博昭）、FUSE、KIWCHI（木内達也）、HITOMI（こまつひとみ）
- サンクス：野田伸二、氏田政彦、かわぐちのぶゆき、土井新也、本田善明、伊井俊一

メガドライブ版
- プロデューサー：よしだみずほ
- ディレクター：かわいゆきひろ、さかしげき
- プランナー：まつもとたかし、藤原博之、三木暁
- サブ・プランナー：いしろたけひこ
- PR：たけうちさとし、さいとうこういち
- セールス：たけこしかずし
- サウンド：YMO H.S（崎元仁）、酒井省吾
- サンクス：渡辺誠、いわおみつお、なかむらまさひこ

## サウンドトラック
- クルードバスター・ミッドナイトレジスタンス（1990年8月21日、サイトロン1500シリーズ、規格番号PCCB-00039）
  - 『クルードバスター』とのカップリング。アーケード版オリジナル楽曲を収録。
- RAP a de LIC（ラッパデリック）／ゲーマデリック（1992年7月17日、サイトロン・レーベル、規格番号PCCB-00090）
  - ゲーマデリックのアルバム。収録曲のうちメドレーアレンジ曲「HISTORICAL PARADE」に、本作のBGMが含まれるほか、ボイスも断片的に使用。
- データイースト レトロゲームミュージック コレクション2（2010年12月1日、ティームエンタテインメント、規格番号KDSD-00401）
  - アーケード版オリジナル楽曲の新録版を収録。
- Rebooot!!／ゲーマデリック（2015年6月12日、自主制作、規格番号GAMA-0002）
  - ゲーマデリックのアルバム。BGM 1「わきあがれ!パワー」のアレンジ曲「Traitor Of The Justice」を収録。
- ミッドナイトレジスタンス オリジナル・サウンドトラック（2023年4月19日、CASSETRON、規格番号CTN-011）
  - アーケード版とメガドライブ版の全24曲を収録。吉田博昭へのインタビューが掲載されている。

## 評価
メガドライブ版
- ゲーム誌『ファミコン通信』の「クロスレビュー」では、4・6・7・6の合計23点（満40点）となっており[16][7]、レビュアーの意見としては、「特殊な操作系のゲームの移植は、やはり完璧にはいかないのかなあ。（中略）操作系以外の部分が大変よくできてるので、なおさら残念」と操作性に関して否定的な評価を下している[16]。

- ゲーム誌『メガドライブFAN』の読者投票による「ゲーム通信簿」での評価は以下の通りとなっており、19.78点（満30点）となっている[1]。また、同雑誌1993年7月号特別付録の「メガドライブ&ゲームギア オールカタログ'93」では、「独特の操作感を持ったアクションゲームだ」と紹介されている[1]。

| 項目 | キャラクタ | 音楽 | 操作性 | 熱中度 | お買得度 | オリジナリティ | 総合  |
| 得点 | 3.17       | 3.57 | 3.06   | 3.47   | 3.23     | 3.28           | 19.78 |

- ゲーム本『メガドライブ大全』（2004年、太田出版）では、「BGMは、原作を上回る完成度。『外部音源を搭載しているのでは?』説がささやかれたが、実際は内蔵音源が使われ、崎元仁氏のアレンジがすごかったのだ」とサウンドに関して絶賛した[14]。